# Менанто, Пьер
Пьер Менанто́ (фр. Pierre Menanteau; 22 ноября 1895, Ле-Бупер — 7 апреля 1992, Версаль) — французский поэт и писатель, автор многочисленных поэтических сборников.

## Биография и творчество
Пьер Менанто родился в 1895 году в Вандее и был одним из пятерых детей школьного учителя Оноре Менанто. Посещал школу в Шантонне, затем с 1911 по 1914 год получал педагогическое образование в Ла-Рош-сюр-Йон. По окончании обучения начал работать учителем начальных классов, однако был мобилизован на фронт в качестве солдата пехоты.
После войны вернулся к преподавательской деятельности и, после стажировки в Англии, работал учителем в школах Гере и Пуатье. В 1928 году был назначен инспектором начальных школ в Беллаке; в 1930 году возглавил педагогический институт Каора, а в 1935 — Эврё. С 1940 по 1941 год был инспектором учебного округа департамента Эр; с 1940 по 1945 год возглавлял педагогический институт Пуатье. Затем был назначен инспектором начальных школ Парижа и занимал этот пост вплоть до выхода на пенсию в 1961 году.
В 1927 году вышел первый поэтический сборник Менанто «Ce joli temps de demoiselle», за которым последовал ряд других. В общей сложности он опубликовал 20 сборников, последним из которых стал «Ces peintres que j’aime» (1990). Помимо стихотворений Менанто писал сказки, романы, эссе; он также является составителем ряда поэтических антологий.
Пьер Менанто считается в первую очередь детским поэтом; многие его стихотворения входят во французские школьные программы. По собственным словам Менанто, он не стремился писать специально для детей, однако круг тем, затрагиваемых его поэзией, ритмичность, прозрачность и простота его стихов оказались особенно близки юным читателям. Жак Шарпантро писал, что всё творчество Менанто проникнуто «духом детства», открытости миру, восхищённого изумления перед ним. Михаил Яснов, переводивший поэзию Менанто на русский язык, отмечает её «гармоничность и просветлённость». Называя Менанто «признанным мастером классического стиха», он подчёркивает музыкальность его стихов, их родство с традицией народной песни, благодаря чему многие его стихотворения положены на музыку.
Менанто — лауреат ряда литературных премий, в том числе Премии Жерара Нерваля (1952), Большой премии Дома поэзии, Премии общества литераторов, Премии Франсиса Жамма и др.
Пьер Менанто умер 7 апреля 1992 года и был похоронен в Пео (Вандея), где подолгу жил после выхода на пенсию и где его отец был мэром. Двумя начальным школам, в Ле-Бупер и в Домпьер-сюр-Йон, а также медиатеке в Люсоне было присвоено его имя. С 1955 года Ассоциация друзей Пьера Менанто (Les Amis de Pierre Menanteau) занимается сохранением его памяти и популяризацией творчества.